# Андерсон, Галина Александровна
Гали́на Алекса́ндровна Андерсо́н (1 апреля 1924, Петрозаводск, Автономная Карельская ССР — 20 января 2005, Петрозаводск) — педагог, деятель образования, заслуженный учитель школы Карельской АССР (1959), Заслуженный учитель школы РСФСР (1966), Народный учитель школы Республики Карелия (2000), Почётный гражданин Республики Карелия (1999).

## Биография
После окончания средней школы в 1940 году поступила на физико-математический факультет Петрозаводского учительского института. В годы Великой Отечественной войны была эвакуирована в Вологодскую область, где работала преподавательницей, военруком в Бубровской средней школе.
С 1945 года — инструктор ЦК ЛКСМ Карело-Финской ССР.
С 1946 года, после окончания физико-математического факультета Ленинградского педагогического института, работала в школах Петрозаводска. Избиралась депутатом Петрозаводского городского совета (1950).
С детства занималась стрелковым спортом, участвовала во всесоюзных и республиканских соревнованиях, чемпионка РСФСР (1939), абсолютная чемпионка Карело-Финской ССР (1949) в стрельбе из винтовки.
С 1954 года — завуч и преподаватель физики, в 1961—1981 годах — директор Петрозаводской средней школы № 10.
В 1981 году вышла на пенсию. До последних дней жизни вела активную общественную работу в системе образования Республики Карелия.
Галина Александровна погибла в результате дорожно-транспортного происшествия.

## Память

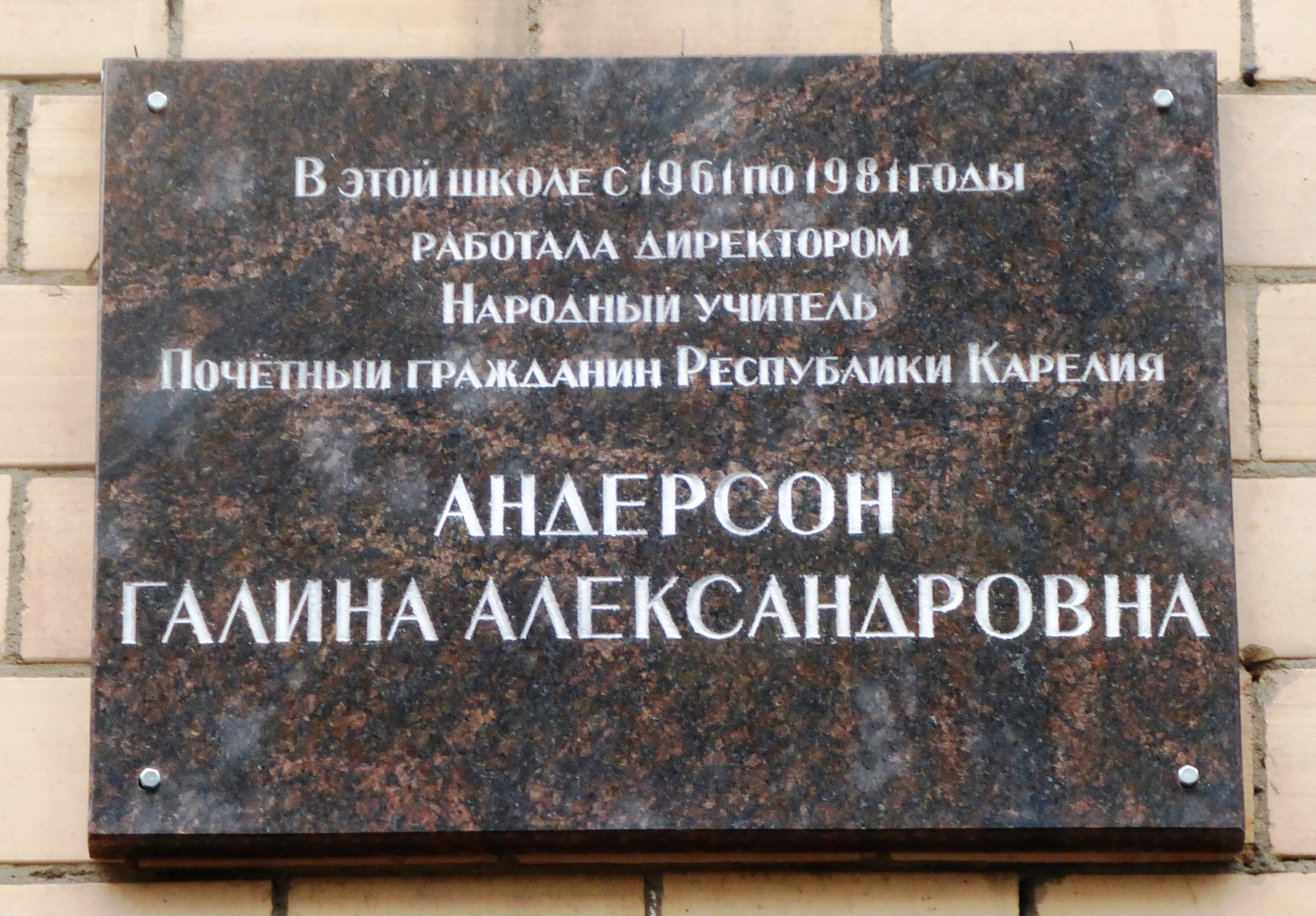
Памятная доска на здании школы № 10 в Петрозаводске на ул. Анохина

На здании Петрозаводской средней школы № 10 им. А. С. Пушкина установлена памятная доска в честь Г. А. Андерсон.